# John Eden, Baron Eden of Winton
John Benedict Eden, Baron Eden of Winton PC (* 15. September 1925; † 23. Mai 2020) war ein britischer Politiker der Conservative Party und Minister für Post und Telekommunikation.

## Politisches Leben
Eden war von 1954 bis 1983 Mitglied des House of Commons für den Wahlkreis Bournemouth West. Bei seiner ersten Wahl war er das jüngste Parlamentsmitglied.
1972 wurde er in den Privy Council berufen. Nach seinem Rückzug aus dem House of Commons wurde er am 3. Oktober 1983 als Baron Eden of Winton, of Rushyford in the County of Durham, zum Life Peer erhoben und wurde somit Mitglied im House of Lords.
Während seiner parlamentarischen Tätigkeit war er 1960 bis 1962 Delegierter beim Europarat und bei der Westeuropäischen Union und leitete zwischen 1976 und 1979 den Parlamentsausschuss zur Gesetzgebung der Europäischen Gemeinschaft und 1980 bis 1983 für innere Angelegenheiten. Als Regierungsmitglied war er 1970 bis 1972 Industrieminister und 1972 bis 1974 Minister für Post und Telekommunikation.
Am 11. Juni 2015 trat Eden gemäß den Regelungen des House of Lords Reform Act 2014 freiwillig in den Ruhestand und schied aus dem House of Lords aus.

## Nebentätigkeiten
Eden amtierte als Vorsitzender der British Lebanese Association.

## Privatleben
Eden ging auf das Eton College und die St Paul’s School in Concord in den Vereinigten Staaten. Als Leutnant diente er während des Zweiten Weltkrieges in der Rifle Brigade, den 2nd Gurkha Rifles und bei den Gilgit Scouts. Eden ist ein Neffe des früheren britischen Premierministers Anthony Eden.
1963 trat er die Nachfolge seines Vaters Sir Timothy Calvert Eden, 8. Baronet, an und führt seither den 1672 in der Baronetage of England geschaffenen Titel 9. Baronet, of West Auckland, und den 1776 in der Baronetage of Great Britain geschaffenen Titel 7. Baronet, of Maryland.

## Familie
Er war zweimal verheiratet. Aus seiner ersten Ehe mit Belinda Jane Pascoe, die von 1954 bis zur Scheidung 1974 dauerte, gingen vier Kinder hervor, zwei Töchter und zwei Söhne. Nach seiner Scheidung heiratete er Margaret Ann Gordon, die frühere Ehefrau des John Drummond, 8. Earl of Perth.
Als er 2020 starb, erbte sein älterer Sohn Robert (* 1964) seine Baronettitel.